# 荒波翔
荒波 翔（あらなみ しょう、1986年1月25日 - ）は、神奈川県横浜市瀬谷区出身の元プロ野球選手（外野手、右投左打）、コーチ、野球解説者、タレント。現役引退後の2020年からは、ベースボール・チャレンジ・リーグ（ルートインBCリーグ）に所属する神奈川フューチャードリームスのアドバイザー兼コーチを務めている。
横浜DeNAベイスターズでの選手時代からホリプロとマネジメント契約を締結。妻は同社に所属するタレントの宮崎瑠依。ノンフィクション作家の軍司貞則は伯父に当たる。

## 経歴

### プロ入り前
横浜市瀬谷区の瀬谷ライダースで野球を始める。転校に伴いオール三ツ境に所属。横浜市立原中学校時代は遊撃手や投手で、戸塚シニアでは主将として全国制覇を経験した。
中学校卒業後は、横浜高校へ進学。同級生には成瀬善久、1学年下には石川雄洋、涌井秀章がいた。1年からレギュラーに定着すると、夏の選手権全国大会では「1番・中堅手」としてチームの準決勝進出に貢献した。3年春の選抜高等学校野球大会では、明徳義塾高校との2回戦の打席で、自打球によって骨折。以降の試合を欠場したが、チームは準優勝を果たした。3年生の夏は、選手権の神奈川大会決勝で敗退。
東海大学への進学後は、1年時の春からレギュラーを獲得。首都大学野球のリーグ戦で首位打者になった。2年時の春に右膝の靭帯を断裂したが、実戦に復帰した3年の春季リーグ戦では、リーグ2位の打率.375を記録。世界大学野球選手権に日本代表の一員として出場すると、打率が4割を超えるほど好調で、外野手としてベストナインを受賞した。4年時の秋には、首都大学野球リーグの優勝と全日本大学野球選手権の準優勝を経験している。在学中には、首都大学野球リーグ戦に通算67試合出場。打率.305（239打数73安打）、4本塁打、33打点を記録したほか、ベストナインに2回選ばれた。
2008年にトヨタ自動車へ入社してからは、1年目から「1番・中堅手」に定着。JABA愛知県野球連盟会長杯争奪野球大会で、最優秀選手賞を受賞した。さらに、日本選手権大会では、3回の猛打賞を達成。打率.500、出塁率.522、長打率.773を記録するとともに、チームの優勝に貢献した。2年目の2009年は年間通して不振で、チームは都市対抗野球への出場を果たすが自身は20打数1安打と振るわず、この年のNPBドラフト会議では指名されなかった。
翌2010年に復調すると、ドラフト会議で横浜ベイスターズから3巡目で指名された。指名後の日本選手権大会でチームを2年ぶりの優勝に導いたことを置き土産に、契約金6000万円、年俸1200万円（金額は推定）という条件で入団。2005年に横浜高校から直接入団していた石川と再びチームメイトになった。背番号は4。

### 横浜・DeNA時代

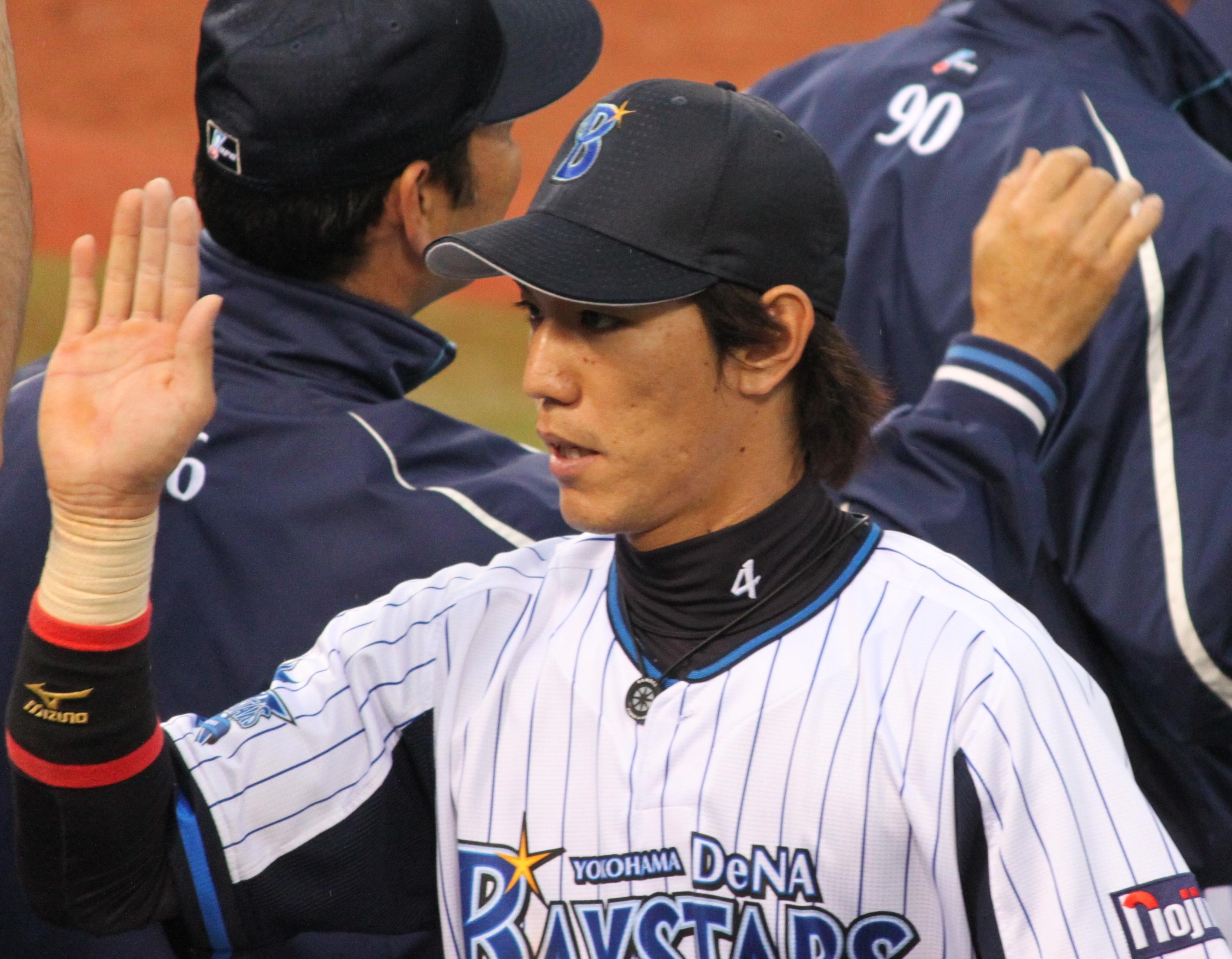
2012年5月3日、横浜スタジアム

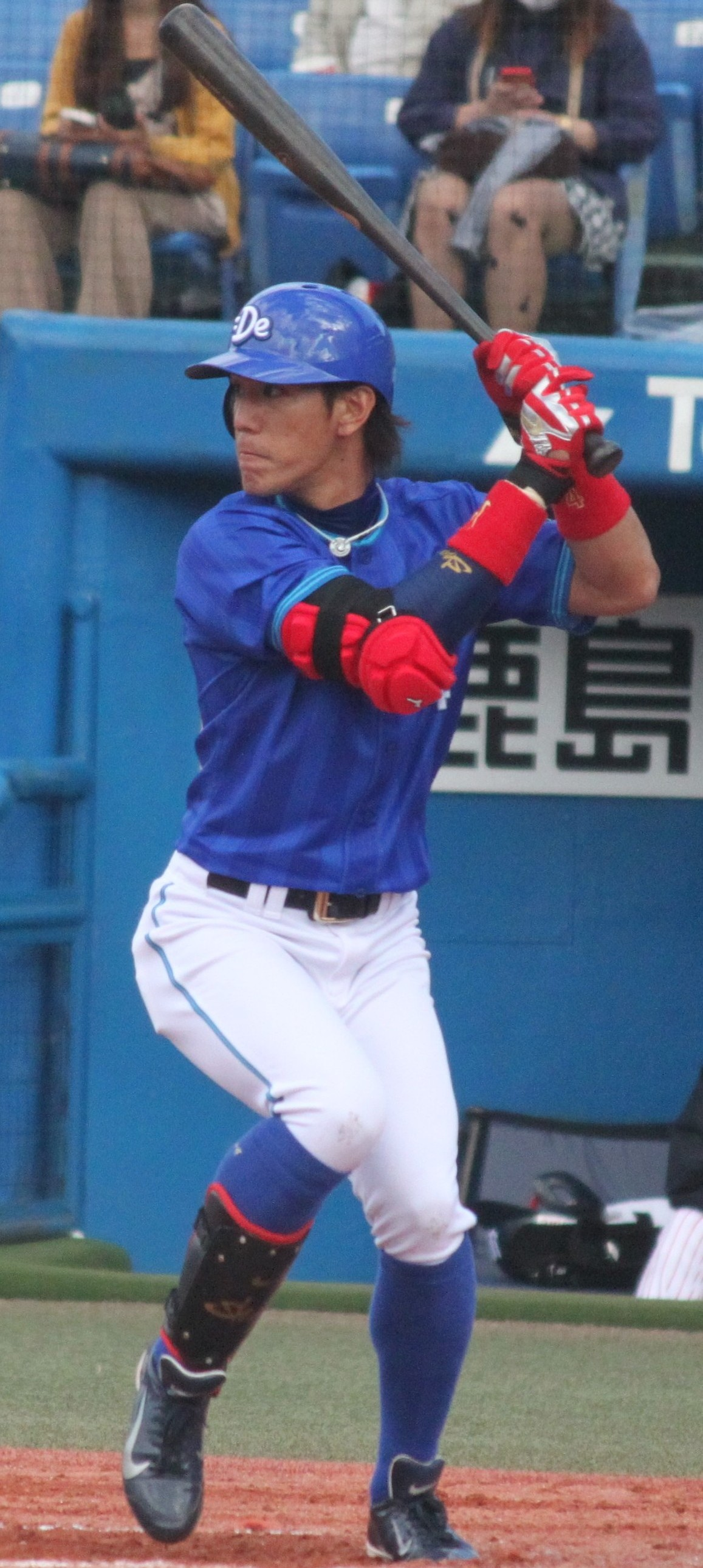
ビジターユニフォーム姿の荒波

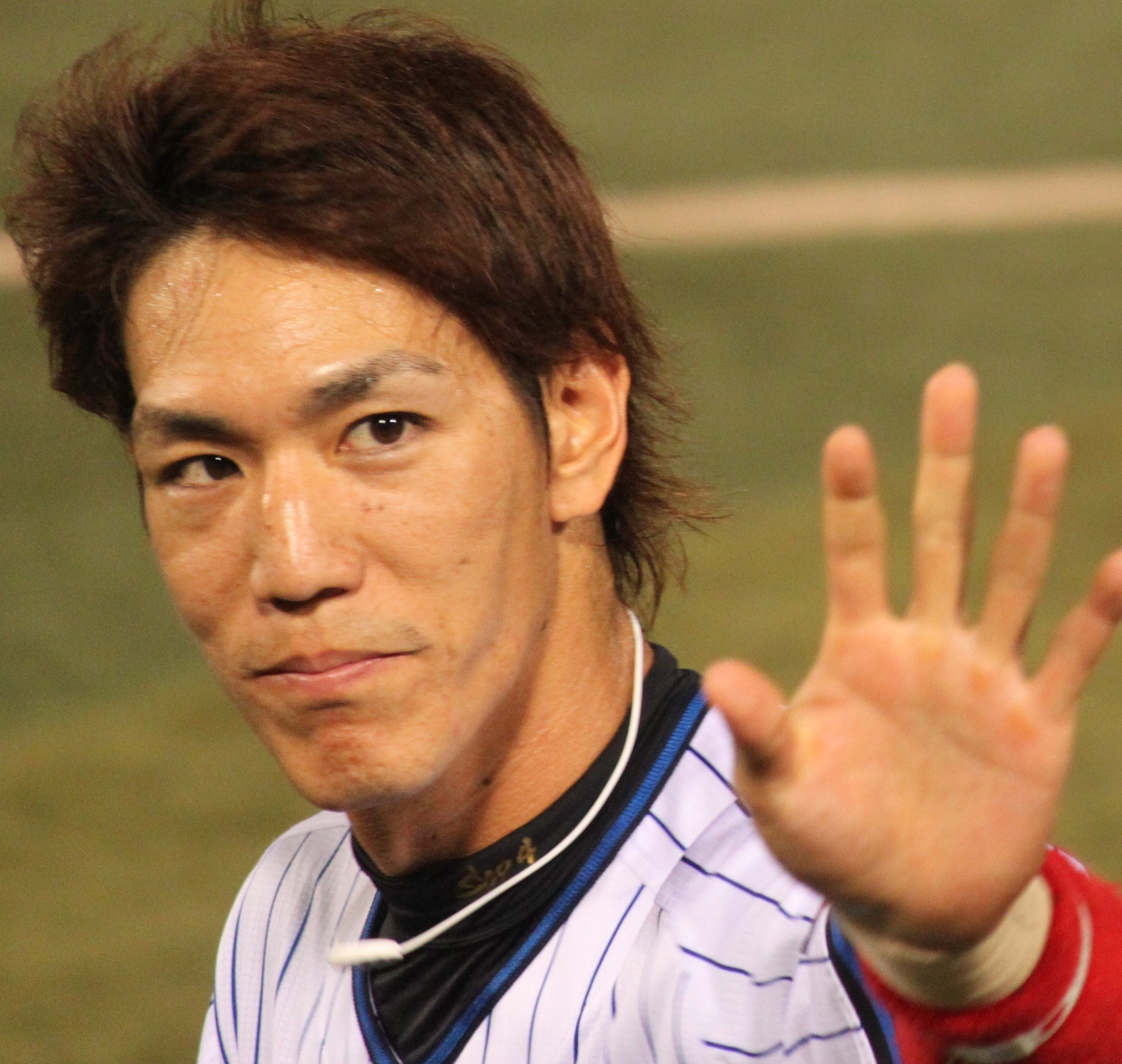
2013年8月18日 横浜スタジアム

2011年、9月11日の対中日ドラゴンズ戦（ナゴヤドーム）に「2番・中堅手」としてスタメンで一軍公式戦へのデビューを果たすと、4回裏の第2打席で、マキシモ・ネルソンから一軍初安打を記録。シーズン通算では、一軍公式戦28試合の出場で、打率.256を記録した。
2012年、「機動力野球」を掲げる中畑清監督の方針で、持ち前の俊足を買われて開幕一軍入り。「7番・中堅手」として開幕戦のスタメンに抜擢されると、1番打者を任されていた梶谷隆幸の不振を受けて、4月後半から1番打者に抜擢された。結局、フルシーズン一軍へ帯同するとともに、一軍公式戦でチームトップの141試合に出場。外野の守備では、守備範囲の広さを存分に発揮した結果、自身初のゴールデングラブ賞を獲得した。打撃面では、打率でセントラル・リーグのトップに立った時期もあったが、シーズン通算で打率.268にとどまった。
2013年、オープン戦で最多打点を記録。公式戦の開幕も一軍のスタメンで迎えたが、4月17日の対広島東洋カープ戦（MAZDA Zoom-Zoom スタジアム広島）7回表に二塁走者として三塁への盗塁を試みたところ、三塁手との接触プレーで鼻と右頬を痛めて交代（記録は盗塁死）。後に右頬骨の陥没骨折が判明したため、出場選手登録を抹消したうえで手術を受けた。5月上旬に一軍へ復帰してからは、主に1番打者として起用。しかし、打撃不振に陥ったため、6月以降は打線の下位に回ることが多かった。8月は3割を越える打率を残したが、9月は再び打撃が振るわず、10日・11日の対読売ジャイアンツ戦では満塁で迎えた打席で凡退を繰り返した。打撃面ではシーズンを通じて安定せず、打率.258、得点圏打率.221、チーム2位の96三振を記録した。守備面では、外野手としてリーグ最多の16補殺を記録するなど強肩ぶりを発揮。シーズン当初は主に中堅を守っていたが、途中からはナイジャー・モーガンとポジションを入れ替える格好で、右翼手として起用されることも多くなった。その結果、2年連続でゴールデングラブ賞を受賞した。
2014年、2月の春季キャンプ中に右手の薬指を骨折。その影響で開幕一軍入りを逃したが、当初の想定より患部が早く回復したため、4月8日に一軍へ昇格した。昇格当初はなかなか打率が上がらなかったが、同月29日の対中日戦（横浜スタジアム）では「野球人生で初めて」という満塁本塁打を放った（投手・田島慎二）。5・6月にはいずれも月間打率が3割を超すなど好調だったが、6月と8月に右脹脛の肉離れで戦線を離脱。さらに、桑原将志が中堅手としてスタメンに起用されるようになったため、後半戦にはほとんど出番がなかった。結局、一軍公式戦への出場はわずか63試合で、3年連続のゴールデングラブ賞も逃した。
2015年、公式戦の開幕に出遅れたものの、4月10日に一軍へ昇格した後は、主に「1番（または7番）・中堅手」として起用。セ・パ交流戦では全18試合に出場すると、打率.383、3盗塁、OPS.972を記録。交流戦終了後の6月27日に右足付け根を痛めたため、9月上旬まで戦線離脱を余儀なくされたが、一軍復帰後は「1番・中堅手」として定着。最終規定打席には到達しなかったが、打率.298、得点圏打率.355という好成績を残した。
2016年、梶谷が公式戦の開幕前に故障したことを背景に、公式戦の開幕を3年ぶりに一軍で迎えると、広島との開幕カードから「2番・中堅手」としてスタメンに起用。チーム全体が打撃不振に陥った4月中旬にはクリーンアップに組み込まれたが、自身の打撃も振るわず、梶谷が復帰した5月上旬からは4か月もの二軍調整を余儀なくされた。一軍へ復帰した後は、主に代打で起用。レギュラーシーズン全体での出場試合数は36試合で、プロ入り後初めて打率が2割を切ったほか、盗塁を記録できず、5年ぶりに本塁打を放てなかった。チームのレギュラーシーズン3位で迎えたクライマックスシリーズ（CS）では、巨人とのファーストステージ（東京ドーム）で1試合、広島とのファイナルステージ（マツダスタジアム）で3試合に出場。いずれも代打に起用されたが、安打を放てないまま日本シリーズへ進めずにシーズンを終えた。
2017年、レギュラーシーズンでは4月15日から一軍に昇格すると、一軍公式戦47試合の出場で打率.226、1打点を記録。スタメンでの出場はわずか8試合で、前年に続いて本塁打も盗塁も記録できず、8月下旬以降は一軍から遠ざかった。チームがレギュラーシーズン3位からCSを経て19年ぶりに日本シリーズへ進出したことから、荒波も日本シリーズの出場資格を得たが、実際にはCSでも日本シリーズでも出場の機会がなかった。日本シリーズ終了後の11月26日に、2013年末から交際していた宮崎瑠依と夏場に結婚していたことを公表。
2018年、一軍公式戦への出場はわずか13試合で、11打数無安打に終わった。10月3日に球団から戦力外通告を受けたが、NPB他球団での現役続行を希望し、12月2日付でNPBから自由契約選手として公示。しかし、NPB他球団からの獲得オファーはなかった。

### メキシカンリーグ時代
2019年2月からリーガ・メヒカーナ・デ・ベイスボルのモンテレイ・サルタンズの春季キャンプへ参加したことがきっかけで、3月19日に正式契約。入団後は「1番・中堅手」としてリーグ戦47試合に出場すると、本塁打0ながら打率.293、12打点、7盗塁、46得点という成績を残した。しかし、6月25日にサルタンズが荒波との契約を解除したことを発表。日本に帰国後は、少年野球チームのコーチなどを務めながら、国内他球団での現役続行を再び模索した。結局、他球団から獲得のオファーを受けるまでには至らず、8月31日に現役引退を発表した。

### 現役引退後
2019年9月1日付で、古巣のDeNAが運営するベースボールスクールのコーチに就任。同年11 - 12月には、テレビ神奈川の番組『ベイスターズ魂』のMCを担当した。また同年11月24日に横須賀スタジアムで開催された「横浜DeNAベイスターズ ファンフェスティバル2019」では、自身の引退セレモニーが行われた。
2020年シーズンからは、ベースボール・チャレンジ・リーグ（ルートインBCリーグ）へ新たに加盟した神奈川フューチャードリームスのアドバイザーを務めているほか、『tvkプロ野球中継 横浜DeNAベイスターズ熱烈LIVE』（テレビ神奈川）の解説者としても活動している。さらに神奈川球団とは、同年4月8日付でコーチとしての契約も締結した。アドバイザーとの兼務扱いで、背番号は横浜・DeNAの現役選手時代と同じ4。
2020年8月28日に、新型コロナウイルスに感染したことがホリプロより発表された。前日の27日に37.8℃の発熱があったことから、28日に都内の病院で抗原検査を受けたところ陽性反応が確認され、そのまま入院した。なお、妻の宮崎や子供ものちに検査を受けたが、結果は陰性であった。ベースボールスクールのコーチを務めるDeNAからは、感染可能期間に出勤があったものの、スタッフや生徒に濃厚接触者がいないことから予定通りスクールの活動を行うことが発表された一方で、アドバイザー兼コーチを務める神奈川フューチャードリームスでは、チームの活動を9月2日まで停止し、その間に予定されていた5試合が中止となった。また、神奈川の監督の鈴木尚典とチームスタッフ1人が濃厚接触者と判断されたが、検査の結果はいずれも陰性であった。その後、9月8日に自身のInstagramで、7日に退院したことを報告した。
同年末放送の『SASUKE2020』（TBSテレビ）に和田アキ子率いる「アッコ軍団」の一員として参戦。1st STAGE・ローリングヒルの下りでリタイアとなった。
2022年からはNPB12球団ジュニアトーナメントの横浜DeNAベイスターズのジュニアチームの監督に就任。2023年大会では7年ぶり2度目の優勝を果たした。

## 選手としての特徴・人物
手動計測ながら一塁到達タイム3秒台、50メートル走5秒6の俊足を生かした広い守備範囲と、遠投110メートルの強肩が持ち味。センター前への安打で二塁へ到達することもあった。ベースランニングについては、トヨタ自動車時代のチームメイトでもあった荻野貴司（千葉ロッテマリーンズ）が「一緒に走ると、ベース1周で1秒くらい差をつけられる」と語っている。
端正なマスクで、女性ファンの人気が高い選手であった。

## 詳細情報

### 年度別打撃成績
| 年 度    | 球 団     | 試 合 | 打 席 | 打 数 | 得 点 | 安 打 | 二 塁 打 | 三 塁 打 | 本 塁 打 | 塁 打 | 打 点 | 盗 塁 | 盗 塁 死 | 犠 打 | 犠 飛 | 四 球 | 敬 遠 | 死 球 | 三 振 | 併 殺 打 | 打 率 | 出 塁 率 | 長 打 率 | O P S |
| -------- | --------- | ----- | ----- | ----- | ----- | ----- | -------- | -------- | -------- | ----- | ----- | ----- | -------- | ----- | ----- | ----- | ----- | ----- | ----- | -------- | ----- | -------- | -------- | ----- |
| 2011     | 横浜 DeNA | 28    | 92    | 86    | 11    | 22    | 1        | 1        | 0        | 25    | 1     | 6     | 1        | 5     | 0     | 1     | 0     | 0     | 23    | 0        | .256  | .264     | .291     | .555  |
| 2012     | 横浜 DeNA | 141   | 550   | 504   | 53    | 135   | 16       | 7        | 1        | 168   | 25    | 24    | 12       | 16    | 2     | 23    | 2     | 5     | 90    | 2        | .268  | .305     | .333     | .638  |
| 2013     | 横浜 DeNA | 126   | 490   | 445   | 65    | 115   | 23       | 3        | 2        | 150   | 30    | 19    | 9        | 4     | 2     | 37    | 2     | 2     | 96    | 9        | .258  | .317     | .337     | .654  |
| 2014     | 横浜 DeNA | 63    | 206   | 188   | 30    | 51    | 8        | 2        | 3        | 72    | 18    | 9     | 1        | 4     | 0     | 13    | 0     | 1     | 28    | 1        | .271  | .322     | .383     | .705  |
| 2015     | 横浜 DeNA | 70    | 207   | 188   | 29    | 56    | 15       | 2        | 4        | 87    | 14    | 4     | 3        | 1     | 1     | 16    | 0     | 1     | 26    | 2        | .298  | .354     | .463     | .817  |
| 2016     | 横浜 DeNA | 36    | 96    | 87    | 8     | 17    | 2        | 1        | 0        | 21    | 7     | 0     | 1        | 1     | 0     | 7     | 0     | 1     | 17    | 1        | .195  | .263     | .241     | .505  |
| 2017     | 横浜 DeNA | 47    | 65    | 62    | 8     | 14    | 5        | 0        | 0        | 19    | 1     | 0     | 0        | 0     | 0     | 2     | 0     | 1     | 16    | 1        | .226  | .262     | .306     | .568  |
| 2018     | 横浜 DeNA | 11    | 13    | 11    | 1     | 0     | 0        | 0        | 0        | 0     | 0     | 0     | 1        | 0     | 0     | 2     | 0     | 0     | 4     | 0        | .000  | .154     | .000     | .154  |
| NPB：8年 | NPB：8年  | 522   | 1719  | 1571  | 205   | 410   | 70       | 16       | 10       | 542   | 96    | 62    | 28       | 31    | 5     | 101   | 4     | 11    | 300   | 16       | .261  | .309     | .345     | .654  |

- 各年度の太字はリーグ最高
- 横浜（横浜ベイスターズ）は、2012年にDeNA（横浜DeNAベイスターズ）に球団名を変更

### 年度別守備成績
| 年 度     | 球 団     | 外野  | 外野  | 外野  | 外野  | 外野  | 外野     |
| 年 度     | 球 団     | 試 合 | 刺 殺 | 補 殺 | 失 策 | 併 殺 | 守 備 率 |
| --------- | --------- | ----- | ----- | ----- | ----- | ----- | -------- |
| 2011      | 横浜 DeNA | 26    | 47    | 0     | 0     | 0     | 1.000    |
| 2012      | 横浜 DeNA | 136   | 314   | 10    | 4     | 2     | .988     |
| 2013      | 横浜 DeNA | 124   | 259   | 16    | 0     | 4     | 1.000    |
| 2014      | 横浜 DeNA | 53    | 88    | 2     | 3     | 1     | .968     |
| 2015      | 横浜 DeNA | 59    | 89    | 1     | 3     | 0     | .968     |
| 2016      | 横浜 DeNA | 27    | 44    | 0     | 0     | 0     | 1.000    |
| 2017      | 横浜 DeNA | 20    | 27    | 0     | 0     | 0     | 1.000    |
| 2018      | 横浜 DeNA | 5     | 9     | 0     | 0     | 0     | 1.000    |
| 通算：8年 | 通算：8年 | 430   | 877   | 29    | 10    | 7     | .989     |

- 各年度の太字はリーグ最高
- 太字年はゴールデングラブ賞受賞年

### 表彰
- ゴールデングラブ賞：2回（外野手部門：2012年、2013年）

### 記録
- 初出場・初先発出場：2011年9月11日、対中日ドラゴンズ22回戦（ナゴヤドーム）、2番・中堅手で先発出場
- 初打席：同上、1回表にマキシモ・ネルソンの前に空振り三振
- 初安打：同上、4回表にマキシモ・ネルソンから中前安打
- 初盗塁：2011年10月4日、対読売ジャイアンツ21回戦（東京ドーム）、8回表に二盗（投手：越智大祐、捕手：阿部慎之助）
- 初打点：2011年10月19日、対阪神タイガース22回戦（阪神甲子園球場）、6回表に岩田稔から右翼線適時二塁打
- 初本塁打：2012年9月25日、対中日ドラゴンズ20回戦（ナゴヤドーム）、3回表に岩田慎司から右越ソロ

### 背番号
- 4（2011年 - 2018年、2020年 - ）
- 6（2019年）

### 登場曲
- 「カーニバル」ケツメイシ